# アレクサンドル・ソコロフ
アレクサンドル・セルゲーエヴィチ・ソコロフ（ロシア語: Александр Сергеевич Соколов, ラテン文字転写: Aleksandr Sergeevich Sokolov, 1949年8月8日 - ）は、ロシアの音楽学者、政治家。2004年5月9日から2008年5月12日までロシア連邦文化・コミュニケーション大臣。レニングラード（現、サンクトペテルブルク）出身。
モスクワ音楽院を修了し、音楽理論の学位を得る。1982年音楽理論で博士号を取得。1972年モスクワ音楽院音楽分析過程教授。1993年から正教授。1996年音楽理論部学部長。1992年から2001年まで、モスクワ音楽院副学長を経て、2001年から2004年まで学長を務めた。
1999年ロシア連邦名誉芸術労働者、2005年ロシア国家賞受賞。
『20世紀音楽作曲法導入』（2004年）など音楽理論に関する著作多数。私生活では、夫人との間に2子有り。